# Округ Де Мојн (Ајова)
Округ Де Мојн (енгл. Des Moines County) је округ у америчкој савезној држави Ајова.

## Демографија
По попису из 2010. године број становника је 40.325, што је 2.026 (-4,8%) становника мање 2000. године.
| Група             | 2000.          | 2010.          |
| Белци             | 39.308 (92,8%) | 36.059 (89,4%) |
| Афроамериканци    | 1.511 (3,6%)   | 2.048 (5,1%)   |
| Азијати           | 251 (0,6%)     | 290 (0,7%)     |
| Хиспаноамериканци | 740 (1,7%)     | 1.042 (2,6%)   |
| Укупно            | 42.351         | 40.325         |